# Gabriel Zahiu
Gabriel Zahiu (n. 17 noiembrie 1956, Buzău, România – d. 20 noiembrie 2023) a fost un fotbalist român care a jucat la CSA Steaua București pe posturile de fundaș și mijlocaș între anii 1975–1981. A jucat 114 meciuri și a înscris 31 de goluri pentru echipa din Ghencea.
A jucat la FC Gloria Buzău în perioada 1981-1985 și IF Osters din Suedia. A jucat la Farul Constanța între 1989-1993.